# Witbandleeuwerik
De witbandleeuwerik of hopleeuwerik (Alaemon alaudipes) is een vogel uit de familie van de leeuweriken (Alaudidae).

## Kenmerken
De witbandleeuwerik heeft een lichtgekleurd lichaam en hoort bij de grootste leeuweriken (19 cm). Hij heeft tamelijk lange poten en een slank lijf. De snavel is opvallend langer tegenover andere en lichtjes naar beneden gebogen en een zwart-wit vleugelpatroon, net als bij een hop.

## Leefwijze
De vogel beweegt zich vaak over de grond al rennend, en vliegt spiraalsgewijs omhoog.

## Voortplanting
De eieren worden zowel door het vrouwtje als door het mannetje uitgebroed.

## Verspreiding en leefgebied
De vogel broedt in woestijnen en halfwoestijnen van de Kaapverdische Eilanden, een groot deel van Noord-Afrika, via het Arabisch schiereiland naar Syrië, Afghanistan en het westen van Pakistan. Er zijn vier ondersoorten:
- A. a. boavistae: de Kaapverdische Eilanden.
- A. a. alaudipes: van zuidelijk Marokko en Mauritanië tot de Sinaï.
- A. a. desertorum: van noordoostelijk Soedan tot noordelijk Somalië, centraal Saoedi-Arabië tot zuidelijk Jemen.
- A. a. doriae: van oostelijk Arabië tot Irak, Iran en noordwestelijk India.

## Status
De grootte van de populatie is niet gekwantificeerd maar de soort wordt omschreven als algemeen en wijdverspreid. Op de Rode lijst van de IUCN heeft deze soort de status niet bedreigd.